# Ricuzenius nudithorax
Ricuzenius nudithorax és una espècie de peix pertanyent a la família dels còtids.

## Hàbitat
És un peix marí, demersal i de clima temperat que viu entre 15-157 m de fondària.

## Distribució geogràfica
Es troba al Pacífic nord-occidental: el canal Notsukesuido (Hokkaido, el Japó).

## Observacions
És inofensiu per als humans.